# Laischaft Osnabrück
Die Laischaften Osnabrück, ursprünglich Leischaften, waren im Spätmittelalter Selbstverwaltungsorganisationen der niedersächsischen Stadt Osnabrück im damals noch westfälischen Raum. Ähnlich sind die Laischaften in Münster. Sie sind abzugrenzen von der Bauerschaft in Dortmund und von den Schreinsbezirken in Köln.

## Begriffsklärung
Der Begriff Laischaft basiert vermutlich auf letscipi, dem altsächsischen Wort für Bauerschaft.
Die Funktion der Laischaft übernehmen anderenorts das Quartier, die Gemeinde, das Banner, der Hof und die Nachbarschaft.
Die Laischaften entstanden im späten Mittelalter und lösten die Verwaltungseinheit Kirchspiel ab. Die Laischaften waren oft größer als die Kirchspielgrenzen und griffen strahlenförmig auf das benachbarte städtische Umland jenseits der Mauern über. Benannt wurden sie nach Kirchenpatronen, Ortsteilen oder den Stadttoren.
Sie hatten keine direkte Vertretung in den Räten, wirkten jedoch bei der alljährlichen Berufung der Ratsherren mit. Weiterhin waren sie bis in die Neuzeit für das Gerichts-, Wehr-, Wach-, Lösch- und Steuerwesen zuständig.
In Osnabrück bestanden im Mittelalter entsprechend den vier Altstadtbezirken in der sogenannten Binnenburg und Butenburg vier Laischaften, wie sie dort bezeichnet werden; ihre Zahl wuchs später auf acht. Ihren Namen hatten sie nach den Stadttoren, durch die das Vieh auf die Weiden getrieben wurde, welche zwischen Stadtbefestigung und Landwehr lagen. Erstmals urkundlich erwähnt wurden die Osnabrücker Laischaften 1348 in der Sate, der Stadtverfassung, aus deren Zeit bis heute der Handgiftentag in der Stadt gefeiert wird. Je selbständiger Osnabrück wurde, desto mehr wuchs die Weidewirtschaft und den Hohen Herren, Domherren, Stiftsherren usw. wurde immer mehr von der Bürgerschaft bzw. der Laischaft an Eigenständigkeit aus der Hand genommen. Das blieb allerdings nicht ohne Spannungen und es kam zu heftigen Auseinandersetzungen. Der Rampendalsche Aufstand 1430, der Lenethun-Aufstand 1489 und der Oberg-Aufstand 1525 zeugten von der Bodenfrage, wer im Weideland das Sagen hatte.
Eine genaue Kenntnis der Abgrenzungen und Berechtigungen war sehr wichtig, und um Streit zu vermeiden, wurde der Schnatgang als Begehung der Grenzen in Osnabrück, zum ersten Mal in der Haselaischaft, ab 1587 regelmäßig mit allgemeiner Aufmerksamkeit durchgeführt. Die Jugend musste dabei sein, denn auch sie musste die genaue Grenzziehung kennenlernen. Bei einem bestimmten Grenzpunkt bekam sie mit den plattdeutschen Worten Kikes dat is und beim Ausspruch: „Olle Use“ eine Ohrfeige. Anschließend wurde mit Kringel und Bier gefeiert. Nach dem Dreißigjährigen Krieg bekamen die Laischaften größere Rechte und übernahmen auch größere Pflichten. In der 300-jährigen Geschichte der Laischaft wandelte sich diese von einer Weide- zu einer Forstgenossenschaft. Die Laischaften bauten Straßen und Wege, hielten Gräben sauber, und die Heger Laischaft hatte eine erste bescheidene Straßenbeleuchtung installiert. Mühsam und beschwerlich wurde auch der ungeliebte Wachdienst der Bürger auf den Türmen und den Wällen der Stadtbefestigung von der Laischaft unterhalten. Die Heger Laischaft hatte im Jahr 1722 auf Bitten des Magistrats eine neue Feuerspritze angeschafft, die noch bis 1916 im Dienst war. Die Osnabrücker Laischaften hatten mit ihren Feuerspritzen die Brände in Osnabrück gelöscht, als es noch keine Freiwilligen Feuerwehren gab.
Auf einer Karte von Carl Hollenberg von 1822 werden noch sechs Laischaften dargestellt: die Martinianer Laischaft im Westen, im Uhrzeigersinn anschließend die Heger Laischaft, die Natruper Laischaft, die Haselaischaft, die Herrenteichslaischaft und im Süden die Johannislaischaft, die wegen ihrer Lage in der Neustadt auch Neustädter Laischaft oder Neustädter Gemeinheit genannt wurde. Die Karte geht zurück auf die erste präzise Katasterkarte aus dem Jahr 1787, gezeichnet von Major Johann Wilhelm du Plat sowie seinen Neffen Ernst Friedrich und Johann Heinrich Christian du Plat. Die Laischaften widmeten sich neben der gemeinsamen Bewirtschaftung ihrer Flächen in folgenden Jahrhunderten auch dem Wegebau, der Entwässerung und dem Feuerwehrwesen; sie unterstützten Bedürftige und gründeten Stiftungen für Kirchen sowie für das Gesundheits- und Bildungswesen. Durch Aufzeichnungen und Akten sind bis heute viele Entwicklungen dokumentiert.
Im 19. Jahrhundert wurden die Schnatgänge weniger. Nach und nach wurden viele Weidegründe der Laischaften versteigert und verkauft. Trotzdem wird bis heute alle sieben Jahre der Schnatgang aufrechterhalten, zuletzt 2018. Der Schnatgang verläuft heute von der Altstadt durch das Heger Tor, entlang der Lotter Straße bis zum Gedenkstein in der Mauer bei den ehemaligen Verkehrsbetrieben. Im Gedenkstein ist eine stilisierte Hand mit der Inschrift „Heger Laischaft“ abgebildet. Er soll an einen dortigen Grenzstein erinnern. Nach dem Schnatgang findet ein großer Umzug durch die geschmückte Altstadt statt, wobei an den Häusern Tafeln mit deftigen plattdeutschen Sprüchen zu sehen sind.
Bis heute überdauert haben in Osnabrück die Heger Laischaft und die Herrenteichslaischaft. Die nunmehr in der Rechtsform des Vereins geführten Laischaften verwalten unter anderem einen umfangreichen Grundbesitz im heutigen Stadtgebiet. Die Vereinsvorsitzenden werden der Tradition folgend noch heute als Buchhalter bezeichnet.
Noch heute erinnern zwei Straßen im Stadtteil Wüste an die alten Traditionen: die Laischaftstraße an die Laischaften und der Schnatgang an die Begehung der Laischaften. Im Stadtteil Sonnenhügel gibt es darüber hinaus den Haselaischaftsweg.

## Heger Laischaft

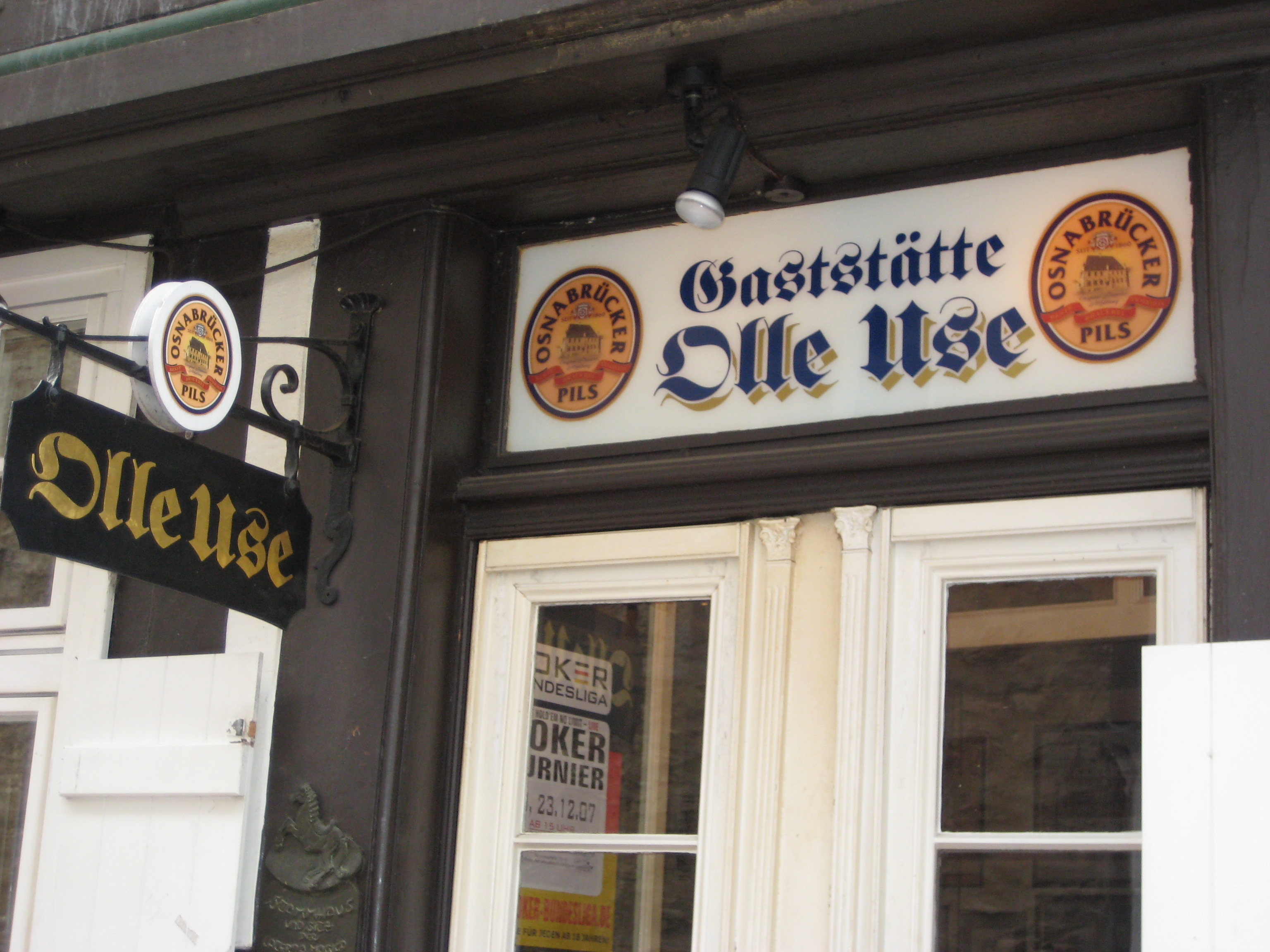
Der Begrüßungsruf der Schnatgangsteilnehmer der Heger Leischaft gab einer Osnabrücker Traditionsgaststätte den Namen

Die Heger Laischaft ist seit 1560 belegt. In ihr waren die Bürger zusammengeschlossen, die Anteile am Heger Holz besaßen, einem damals außerhalb der Stadtmauern gelegenen Wald. Sie bewirtschafteten auch gemeinsame Weidegründe. Die Heger Laischaft richtet noch immer den Schnatgang aus, der im 19. Jahrhundert zu einem Traditionsfest wurde und jetzt mit einem sieben Tage dauernden Volksfest verbunden ist. Schnat ist der niederdeutsche Begriff für Grenze. Beim Schnatgang wurden die Grenzen der gemeinsam bewirtschafteten Flächen abgeschritten und diese damit kontrolliert. Der Begrüßungsgruß der Teilnehmer lautete und lautet „Olle use“ (Alles unseres). Er gab einer Osnabrücker Traditionskneipe ihren Namen. Der Schnatgang wird alle sieben Jahre veranstaltet, zuletzt im Jahr 2018. Heute ziehen die Teilnehmer gemeinsam ins Heger Holz; das hinter dem Heger Tor gelegene Altstadtviertel wird aus diesem Anlass liebevoll geschmückt.

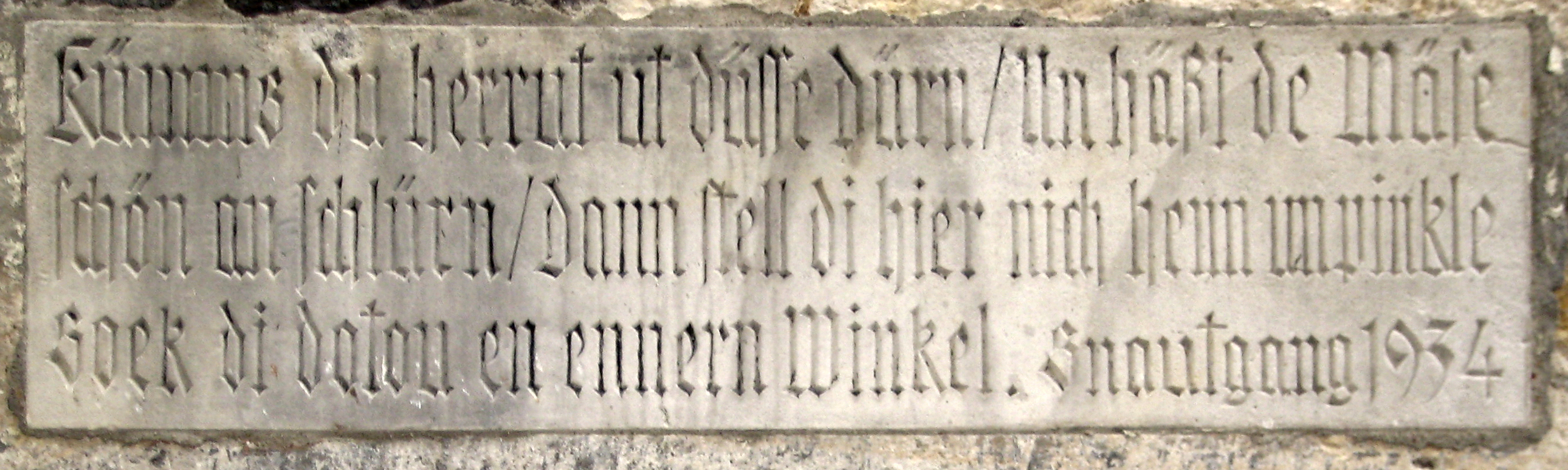
Schnatgangstein von 1934 am Hotel Walhalla in Osnabrück

Das heutige Heger Holz, ein 300 Jahre alter Wald, und das Natruper Holz sind Teile der Heger Laischaft und beliebte Ausflugsziele der Osnabrücker.
Die Herrenteichslaischaft vergibt seit 1993 einen Preis für wissenschaftliche Arbeiten auf dem Gebiet der Kultur- und Rechtsgeschichte des Osnabrücker Raumes.

## Herrenteichslaischaft

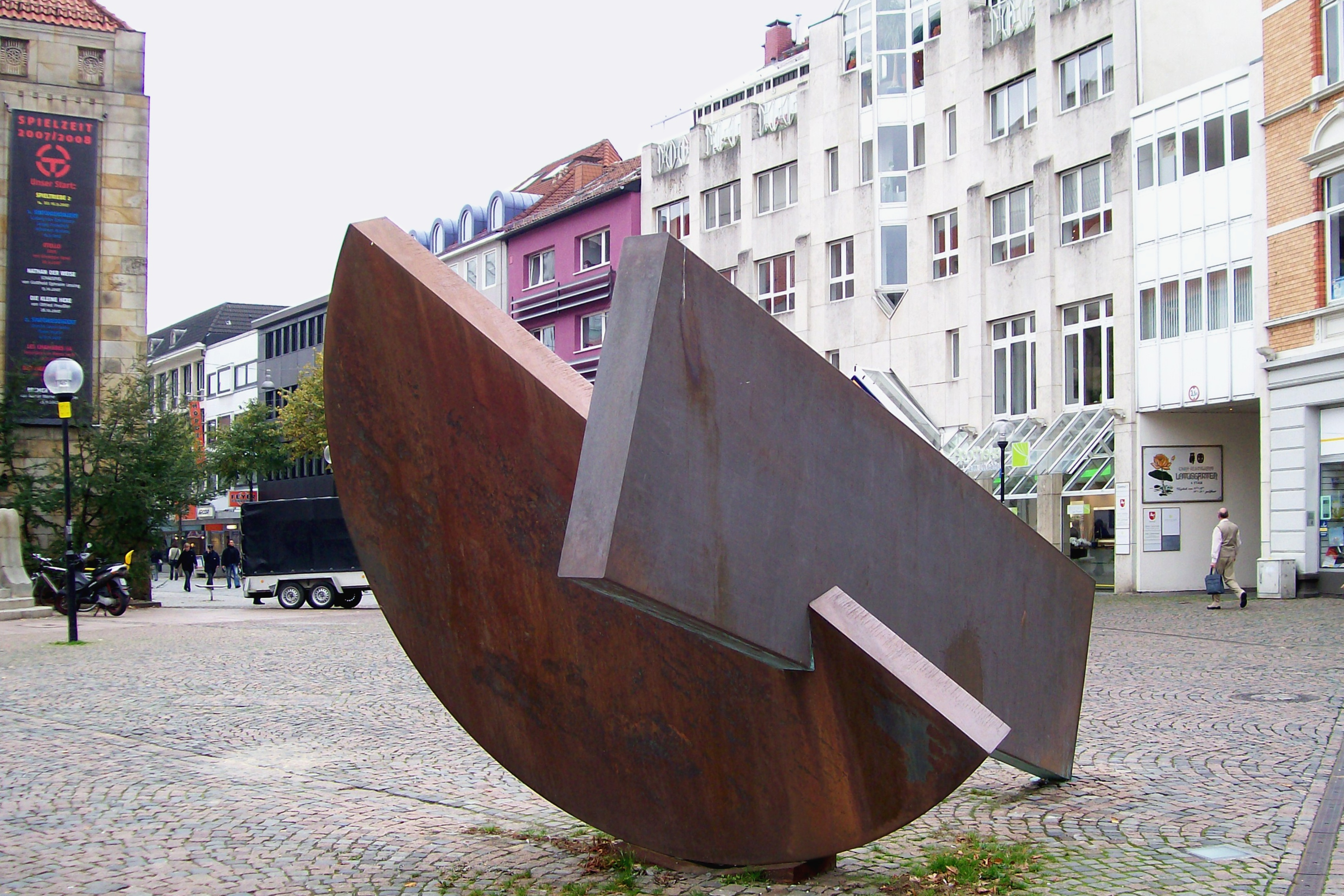
Die Herrenteichslaischaft stiftete die Plastik Gleiches Gewicht – Gleichgewicht von Joachim Bandau auf dem Theatervorplatz

Die Herrenteichslaischaft wurde urkundlich zum ersten Mal im Jahr 1588 erwähnt. Sie unterstützt Vorhaben in der Stadt sowohl ideell als auch finanziell. Seit 1993 lobt sie einen Preis für wissenschaftliche Arbeiten aus, die sich mit der Stadtgeschichte oder Themen zu Kunst, Kultur und Wissenschaft mit Bezug zur Stadt befassen. In der zweiten Hälfte der 90er Jahre rief sie zusammen mit der Stadt Osnabrück zu einem Wettbewerb zur Gestaltung des Vorplatzes des Theaters Osnabrück auf, als dessen Ergebnis dort am 7. Oktober 1998 im Jahr der 350. Wiederkehr des Westfälischen Friedens die Skulptur Gleiches Gewicht – Gleichgewicht des Bildhauers Joachim Bandau enthüllt wurde. Die Skulptur wurde von der Laischaft finanziert.
Die beiden Laischaften arbeiten in ihrem Einsatz zum Wohl der Stadt auch zusammen. So spendete die Herrenteichslaischaft 2004 Geld für die Erhaltung eines Gartenhauses aus dem 19. Jahrhundert am Bürgerpark, das zum Studentenwohnheim umgebaut wurde; die Heger Laischaft stiftete Holz für den Dachstuhl aus dem Heger Holz.